# Diacyclops intermedius
Diacyclops intermedius – gatunek widłonoga z rodziny Cyclopidae. Opisała go w 1952 roku rosyjska (radziecka) zoolog Galina Fiodorowna Maziepowa, nadając mu nazwę Acanthocyclops intermedius. Miejsce typowe to jezioro Bajkał.